# Ion Beam Assisted Deposition
L’Ion Beam Assisted Deposition, o IBAD, è una tecnica di deposizione di film sottili tramite deposizione fisica da vapore assistita da impiantazione ionica.
Per impiantazione ionica si intende quel processo che consiste nell'introduzione di ioni dotati di energia cinetica all'interno di un materiale solido, sostanzialmente in prossimità della superficie. 
Gli ioni introdotti sono in grado di apportare modifiche tanto di tipo fisico, quanto di tipo chimico al materiale “bersaglio”. 
Il tutto avviene fuori dalle condizioni di equilibrio e porta a composizioni che sono esse stesse non limitate dai vincoli dei diagrammi di fase di equilibrio; questo avviene poiché è possibile l'introduzione forzata di qualsiasi tipo di ione in qualsiasi materiale solido e le stesse quantità, chiamate “dosi d'impianto”, non hanno a priori limiti teorici: è possibile, per esempio, oltrepassare il limite di solubilità.
I processi di impiantazione sono confinati a strati superficiali di solido, tipicamente da alcune decine fino a qualche
centinaio di nanometri, in funzione sostanzialmente di due variabili: la massa degli ioni e la loro energia.
Per selezionare la massa si utilizzano sistemi di deflessione e analisi molto accurati, mentre per conferire energia si possono utilizzare degli acceleratori.
Tipicamente, il campo di energie interessanti per l'impiantazione spazia da alcune migliaia di elettronvolt ad alcune centinaia di migliaia di elettronvolt (1 ÷ 500 keV).
L'utilità degli ioni nasce da una considerazione sull'interfaccia substrato-film, che nel caso delle convenzionali tecniche di deposizioni a vapore può risultare non particolarmente resistente, dal momento che è assente lo strato interdiffuso, ovvero una zona di un certo spessore in cui la specie impiantata presenti un gradiente di concentrazione.
Nel caso di impiantazione ionica, l'energia degli ioni permette ad essi di penetrare all'interno della superficie del substrato, creando un effetto di mescolamento tra gli atomi del substrato e quelli del film in corso di deposizione: così si crea un'interfase di diffusione dove i legami substrato-film sono più stabili e l'adesione è più alta. 
In generale gli spessori che possono essere interessati dall'effetto di mixing sono quelli di impiantazione, ossia non più di alcune centinaia di nanometri, in funzione dell'energia.
L'assistenza del fascio ionico ad una deposizione in fase vapore può essere alternata oppure simultanea. Esistono anche forme di IBAD reattive, dove si utilizza un'atmosfera reattiva per dare luogo a composti particolari. La tecnica IBAD può essere condotta senza sorgenti di riscaldamento aggiuntive (utilizzate per favorire reazioni chimiche), perché lo stesso fascio ionico garantisce un consistente apporto di calore.